# Retrovirus
Retrovirus là một loại virus RNA chèn một bản sao bộ gen của nó vào DNA của tế bào vật chủ mà nó xâm nhập, do đó thay đổi bộ gen của tế bào đó.
Khi chúng xâm nhập vào cơ thể thì có khả năng thực hiện quá trình phiên mã ngược nhờ enzim đặc biệt là enzyme phiên mã ngược - Reverse Transciptase.
DNA sau đó là kết hợp vào gen của vật chủ bởi một enzyme tích hợp. Vi rút này sau đó sao chép như là một phần của DNA của tế bào chủ. Retrovirus là vi rút bao bọc es thuộc về gia họ virus "Retroviridae".
Một biến thể đặc biệt của retrovirus retrovirus nội sinh được tích hợp vào bộ gen của vật chủ và di truyền qua nhiều thế hệ.

## Cách thức phát triển[1]
Màng của retrovirus có glycoprotein, protein dùng để liên kết với thụ quan protein trên tế bào vật chủ. Có hai sợi của RNA bên trong tế bào, chứa 3 enzyme: protease, reverse transcriptase và integrase. Bước đầu của quá trình sao chép là sự liên kết của glycoprotein với thụ quan protein. Khi đã có liên kết với nhau, màng của retrovirus sẽ phân giải thành một bộ phận của tế bào chủ để sợi RNA và enzyme có thể xâm nhập tế bào. Trong tế bào, enzyme reverse transcriptase tạo một dây DNA phụ từ sợi RNA đã bị phân giải của retrovirus. Sợi DNA này được gọi là cDNA. Sau đó, cDNA làm khuôn để tổng hợp ra sợi DNA thứ hai bổ sung với nó (cDNA→DNA) để xâm nhập vào nhân tế bào chủ bằng enzyme integrase. Sợi cDNA này cũng có thể làm khuôn để tổng hợp trở lại bộ gene của virus (cDNA→RNA). Ribosome được dùng để sao chép mRNA của virus thành chuỗi amino acid để tạo protein trong màng lưới nội bào. Bước này cũng sẽ tạo enzyme và vỏ protein của virus. RNA của virus sẽ được hình thành trong nhân. Những mảnh này sau đó sẽ tập hợp lại và ra khỏi màng tế bào, trở thành một retrovirus mới. Cứ thế, retrovirus này lại tấn công vào các tế bào chủ khác.

## Truyền nhiễm
Retrovirus có thể lây truyền từ:
Tế bào sang tế bào
Dịch cơ thể
Không khí trong trường hợp của retrovirus Jaagsiekte gây bệnh ở cừu

## Provirus
Provirus được định nghĩa là đoạn DNA được hình thành sau phiên mã ngược. Đoạn mã DNA này dài hơn bộ gen RNA ban đầu bởi vì mỗi đoạn đầu và cuối của DNA có thêm trình tự U3 - R - U5 gọi tắt là chuỗi lặp đoạn cuối dài (LTR). Do đó, đầu 5' có thêm chuỗi lặp bắt đầu bằng đoạn U3, trong khi đầu 3' sẽ bắt đầu bằng đoạn U5. Các chuỗi lặp đoạn cuối dài này có thể gửi tín hiệu để giúp thực hiện các công việc quan trọng trong chu kỳ của virus như bắt đầu sản xuất RNA hoặc quản lý tốc độ phiên mã. Bằng cách này, chuỗi lặp đoạn cuối dài có thể kiểm soát sự sao chép và rộng hơn là toàn bộ tiến trình của chu kỳ virus. Mặc dù nằm trong nhân, DNA bổ sung (cDNA) của retrovirus khi chưa chèn vào DNA của vật chủ là một chất nền rất yếu nên các protein sẽ không tương tác được để bắt đầu quá trình phiên mã. Vì lý do này, một provirus tích hợp là cần thiết cho sự biểu hiện vĩnh viễn và hiệu quả của các gen retrovirus.
DNA trong dạng provirus có thể được tích hợp vào bộ gen vật chủ và được truyền cho các tế bào con. DNA của retrovirus được chèn một cách ngẫu nhiên vào bộ gen của vật chủ. Bởi vì điều này, nó có thể được chèn vào các gen sinh ung thư. Bằng cách này, một số retrovirus có thể chuyển đổi tế bào bình thường thành tế bào ung thư. Ngoài ra, một số provirus có khả năng ẩn trong tế bào vật chủ một thời gian dài trước khi được kích hoạt bởi sự thay đổi của môi trường tế bào.

## Tầm quan trọng[2]
Việc phát hiện ra retrovirus có mang nhiều ý nghĩa vì tính chất lịch sử, kỹ thuật, và quan trọng nhất, cách sử dụng retrovirus để xử lý những vấn đề sức khỏe cộng đồng do chính nó gây ra.
Về tính chất lịch sử, qua nhiều nghiên cứu ban đầu về sinh học tế bào và phân tử, con người đã tìm ra DNA, RNA và protein. Sau đó, họ nhận thấy một khuynh hướng chung: DNA và RNA và protein. Lúc đó, người ta đã tin đây là quy luật, không thể đảo ngược.
Sau đó, retrovirus được phát hiện. Retrovirus đặc biệt ở chỗ nó có thể tạo DNA từ RNA, ngược lại so với những gì người thời ấy luôn tin tưởng. Họ đã nghi ngờ, nhưng những nghiên cứu sau đó đã chứng minh đây là thật.
Con người biết quá ít về retrovirus. Retrovirus càng trở nên nguy hiểm khi họ nhận ra rằng: nếu một cơ thể bị nhiễm virus này, retrovirus sẽ dùng bộ máy tế bào của vật chủ, khiến tế bào phân ra và tạo nên vô số bản sao virus. Virus này lại tiếp tục tấn công vào các tế bào khác của vật chủ, có thể dẫn đến tình trạng ung thư.
Để chống lại HIV, chúng ta thường dùng các phương pháp nhằm chống lại sự tạo thành DNA của retrovirus.
Retrovirus được nhắc đến nhiều trong công nghệ sinh học vì chúng ta muốn khai thác khả năng của nó. Những bệnh về gene ngày một nhiều, và nguyên nhân chính của chúng thường là một lỗi rất nhỏ trong DNA. Lỗi này có thể ngăn lại quá trình tổng hợp của một protein quan trọng, hoặc khiến protein hoạt động sai cách. Nếu chúng ta có thể thêm lại DNA đúng, khiến protein hoạt động bình thường, bệnh có thể được chữa khỏi. Điều này đòi hỏi sự khéo léo vì virus có thể dễ dàng vượt qua các sự bảo hộ mà ta đã dựng lên. Nhưng phương pháp này cũng có nhiều khả năng thành công, và rất nhiều người đang coi retrovirus như một phép chữa bệnh. Chúng ta biết được về retrovirus càng nhiều thì lại càng có thể chữa trị cho những người bị nhiễm chúng tốt hơn.